# Elaphoglossum variolatum
Elaphoglossum variolatum är en träjonväxtart som beskrevs av John T. Mickel. Elaphoglossum variolatum ingår i släktet Elaphoglossum och familjen Dryopteridaceae. Inga underarter finns listade.